# Liniovo
Liniovo (en rus: Линёво) és un poble (un possiólok) de l'óblast de Saràtov, a Rússia, segons el cens del 2021 tenia 5.333 habitants.